# Léonel Saint-Preux
Pour les articles homonymes, voir Saint-Preux (homonymie).
Léonel Saint-Preux est un footballeur haïtien né le 12 février 1985 au Cap-Haïtien. Il évolue au poste d'attaquant avec le FELDA United en TM Super League Malaysia.

## Biographie

### En club
Léonel Saint-Peux commence sa carrière avec le Zénith Cap-Haïtien en 2006. Il y reste jusqu'au 15 avril 2009, où il se joint au Thunder du Minnesota qui joue en USL First Division. À la fin de la saison, le 8 novembre 2009, il est transféré à l'Austin Aztex, mais il n'y joue jamais puisqu'il passe au Victory SC le 25 mars 2010. Il remporte le championnat d'ouverture du championnat d'Haïti de football en 2011. 
Il est transféré au Club thaïlandais le 1er mai 2011, il y joue une saison avant de se joindre à l'Armée patriotique rwandaise le 7 mars 2011.

### En équipe nationale
Il commence sa carrière internationale en 2004. Il joue entre autres huit matchs comptant pour la Coupe caribéenne des nations, six lors des éliminatoires de cette compétition, sept matchs d'éliminatoires de la Coupe du monde de football et quatre matchs lors de la Gold Cup.